# 第17方面軍 (日本軍)
第17方面軍（だいじゅうななほうめんぐん）は、大日本帝国陸軍の方面軍の一つ。

## 沿革
1945年（昭和20年）2月6日に朝鮮軍の廃止に伴い創設され、朝鮮方面の守備を主に行った。第17方面軍の司令官・参謀長及び参謀副長は朝鮮軍管区の司令官・参謀長及び参謀副長を兼ねた。
8月9日、ソ連が対日参戦すると、指揮系統が天皇直隷から関東軍隷下に編入され、終戦を迎えた。

## 第17方面軍概要
- 通称号：築
- 編成時期：1945年1月22日
- 最終位置：朝鮮・京城
- 上級部隊：関東軍

## 第17方面軍の人事

### 歴代司令官
- 板垣征四郎 大将：1945年2月1日 -
- 上月良夫 中将：1945年4月7日 -

### 歴代参謀長
- 井原潤次郎 中将：1945年4月7日 -

### 歴代参謀副長
- 菅井斌麿 少将：1945年4月7日 -
- 久保満雄 少将：1945年6月1日 -

### 最終司令部構成
- 司令官：上月良夫中将
- 参謀長：井原潤次郎中将
- 参謀副長：菅井斌麿少将
- 高級参謀：杉田一次大佐
- 高級参謀：吉川猛大佐
- 高級参謀：神崎長大佐
- 高級副官：田中義一中佐
- 兵器部長：丸山八束少将
- 経理部長：松本健一主計少将
- 軍医部長：進藤升軍医中将
- 獣医部長：吉谷茂獣医大佐
- 法務部長：高塚憲太郎法務大佐

## 最終所属部隊
- 第58軍
  - 第96師団
  - 第111師団
  - 第121師団
  - 独立混成第108旅団
  - 第12砲兵司令部

- 第120師団
- 第150師団
- 第160師団
- 第320師団
- 独立混成第127旅団：坂井武少将[1]
- 釜山要塞司令部：石川琢磨少将
  - 釜山要塞重砲兵連隊：樋口又七大佐
- 麗水要塞司令部：宮永蓋世大佐
  - 麗水要塞重砲兵連隊：斎藤竹雄中佐
- 第12工兵隊司令部：野口勝之助大佐　 
  - 独立工兵第125大隊 　 　 　
  - 独立工兵第128大隊 　 　 　
  - 独立工兵第129大隊 　 　 　
  - 独立工兵第130大隊 　 　 　
  - 独立工兵第131大隊
- 第12野戦輸送司令部：谷口呉朗少将　 
  - 独立自動車第65大隊：土永熊次郎少佐 　 　
  - 独立自動車第70大隊：加賀啓己大尉 　 　
  - 独立自動車第82大隊：小畑正治少佐
- 独立混成第39連隊：田内一郎大佐
- 独立混成第40連隊：小畠武文大佐
- 戦車第12連隊：森沢乕亀大佐（最終位置：京畿道広州）

砲兵部隊　
- 独立野砲兵第10連隊：加藤義雄中佐
- 迫撃砲第30大隊：小林忠夫大尉
- 迫撃砲第31大隊：中島弘大尉

防空部隊　
- 高射砲第151連隊 長岐準吉大佐
- 高射砲第152連隊 杉野庭義大佐
- 独立高射砲第42大隊：乾奎三中佐（最終位置：平壌）
- 独立高射砲第46大隊：井出耕太郎大尉

通信部隊　
- 電信第4連隊：日戸英雄少佐
- 第5通信隊：井上安三大佐

兵站部隊　 　
- 第46兵站地区隊
- 第62兵站地区隊
- 第10野戦勤務隊
- 第36野戦勤務隊
- 第37野戦勤務隊
- 第71兵站病院：中野三郎軍医少佐
- 第16軍馬防疫廠：戸塚六之助獣医大尉
- 第41警備大隊